# 埃内斯托·维拉斯奎兹
埃内斯托·维拉斯奎兹（西班牙語：Ernesto Velázquez，1988年10月3日—），西班牙男子羽毛球運動員。

## 簡歷
2013年10月，埃内斯托·维拉斯奎兹出戰匈牙利羽毛球國際賽，贏得男子單打冠軍。

## 主要比賽成績
只列出曾進入準決賽的國際賽事成績：
| 年份   | 賽事                 | 公開賽級別 | 項目     | 拍檔 | 成績   |
| ------ | -------------------- | ---------- | -------- | ---- | ------ |
| 2007年 | 歐洲青年羽毛球錦標賽 | 其他       | 男子單打 | －   | 季軍   |
| 2009年 | 塞浦路斯羽毛球國際賽 | 國際系列賽 | 男子單打 | －   | 亞軍   |
| 2010年 | 塞浦路斯羽毛球國際賽 | 國際系列賽 | 男子單打 | －   | 準決賽 |
| 2011年 | 意大利羽毛球國際賽   | 國際挑戰賽 | 男子單打 | －   | 準決賽 |
| 2011年 | 克羅地亞羽毛球國際賽 | 國際系列賽 | 男子單打 | －   | 準決賽 |
| 2013年 | 匈牙利羽毛球國際賽   | 國際系列賽 | 男子單打 | －   | 冠軍   |
| 2014年 | 芬蘭羽毛球國際賽     | 國際系列賽 | 男子單打 | －   | 準決賽 |
| 2015年 | 聖多明哥羽毛球公開賽 | 國際系列賽 | 男子單打 | －   | 準決賽 |
| 2015年 | 墨西哥羽毛球國際賽   | 國際系列賽 | 男子單打 | －   | 冠軍   |
| 2015年 | 瑪利拜朗羽毛球國際賽 | 國際系列賽 | 男子單打 | －   | 亞軍   |
| 2015年 | 智利羽毛球國際挑戰賽 | 國際挑戰賽 | 男子單打 | －   | 亞軍   |
| 2015年 | 巴西羽毛球國際賽     | 國際系列賽 | 男子單打 | －   | 準決賽 |

| 2007-2017年 | 首要超級賽 | 超級賽 | 黃金大獎賽 | 大獎賽 | 國際挑戰賽 | 國際系列賽 | 未來系列賽 | 其他 |

| 2018-2026年 | 總決賽 | 超級1000賽 | 超級750賽 | 超級500賽 | 超級300賽 | 超級100賽 | 國際挑戰賽 | 國際系列賽 | 未來系列賽 | 其他 |